# Wildeck
Wildeck é um município da Alemanha, no distrito de Hersfeld-Rotenburg, na região administrativa de kassel , estado de Hessen.